# Laphria vulcana
Laphria vulcana là một loài ruồi trong họ Asilidae. Laphria vulcana được Wiedemann miêu tả năm 1828.